# 말레이타섬

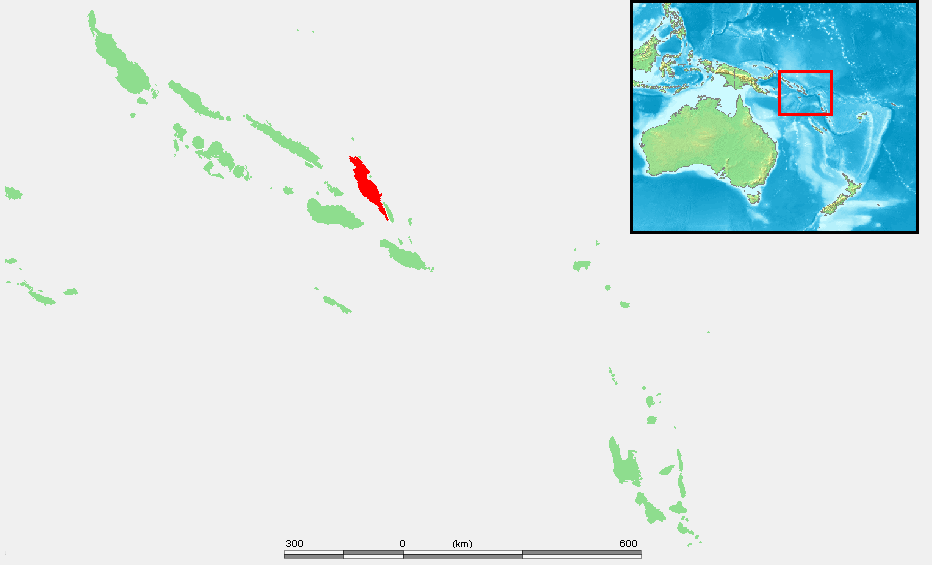
말레이타 섬

말레이타섬(Malaita Island)은 솔로몬 제도 북동쪽에 위치한 섬으로, 면적은 4,307km2이며 과달카날섬 다음으로 솔로몬 제도에서 두 번째로 큰 섬이다. 남북쪽으로 뻗어 있으며 길이는 164km, 넓이는 37km이다. 산이 많고 열대 우림에 덮여 있으며 최고점은 해발 1,435m, 인구는 약 140,000명이다. 솔로몬 제도에서 인구가 가장 많은 섬이기도 하며 말레이타 주의 행정 중심지 역할을 하는데 말레이타 섬에서 가장 큰 도시는 아우키(말레이타 섬 서해안에 위치함)이다.